# Rhacophorus translineatus
Rhacophorus translineatus là một loài ếch trong họ Rhacophoridae. Chúng được tìm thấy ở Trung Quốc và Ấn Độ.
Các môi trường sống tự nhiên của chúng là các khu rừng ẩm ướt đất thấp nhiệt đới hoặc cận nhiệt đới, hồ nước ngọt, và đầm nước ngọt.